# Palazzo Steripinto
Il Palazzo Steripinto di Sciacca è stato eretto nel 1501 da Antonio Noceto, nipote del celebre botanico Gerardo Noceto (1475-1545).

## Descrizione
Lo Steripinto è uno dei più antichi palazzi della città di Sciacca.
Gli elementi decorativi della facciata e la ricerca decorativa, fanno di questo palazzo uno degli insigni monumenti della città e un esempio dell'arte plateresca in Sicilia del tardo Gotico Rinascimentale.
Il nome Steripinto deriva dalla fusione di un sostantivo e di un participio passato hosterium, nome comune di altri palazzi che si trovano in Sicilia e nella provincia di Agrigento (Palazzo Chiaramonte-Steri di Palermo, Palazzo Chiaramonte di Agrigento), e significa palazzo fortificato o armato. Infatti la facciata è costituita da una serie di bugne di pietra a punte di diamante che tutte insieme formano una specie di armatura da difesa.
Mentre la base è interamente chiusa, dove persiste solo un'apertura, il piano soprastante, o dei nobili, è costituito da finestre con eleganti bifore gotiche.
L'insieme delle decorazioni assumono diverse tonalità di colori alla luce del sole, durante il giorno e le stagioni, rendendo suggestivo, austero e fortificato questo palazzo.
Sopra il portale, al centro della lunetta, campeggia lo stemma della famiglia  Lucchesi Palli, divenuta proprietaria del Palazzo per via di matrimonio.
Lo Stemma dei Noceto, invece, si trova sopra i capitelli delle colonnine delle bifore.
Seppur la facciata sia rimasta sempre tale, l'interno dell'edificio è stato più volte rimaneggiato nel corso dei secoli.
Al piano terra, all'interno del Palazzo persiste ancora un giardinetto e un androne sorretto da robusti archi a sesto acuto.